# Mezőtúr
Mezőtúr je mesto na Madžarskem, ki upravno spada pod podregijo Mezőtúri Županije Jász-Nagykun-Szolnok.

## Pobratena mesta
- Valea Crișului, Romunija
- Novi Bečej, Srbija
- Weida, Nemčija
- Canelli, Italija
- Nancy, Francija
- Arcuș, Romunija